# Silver Cross Tavern

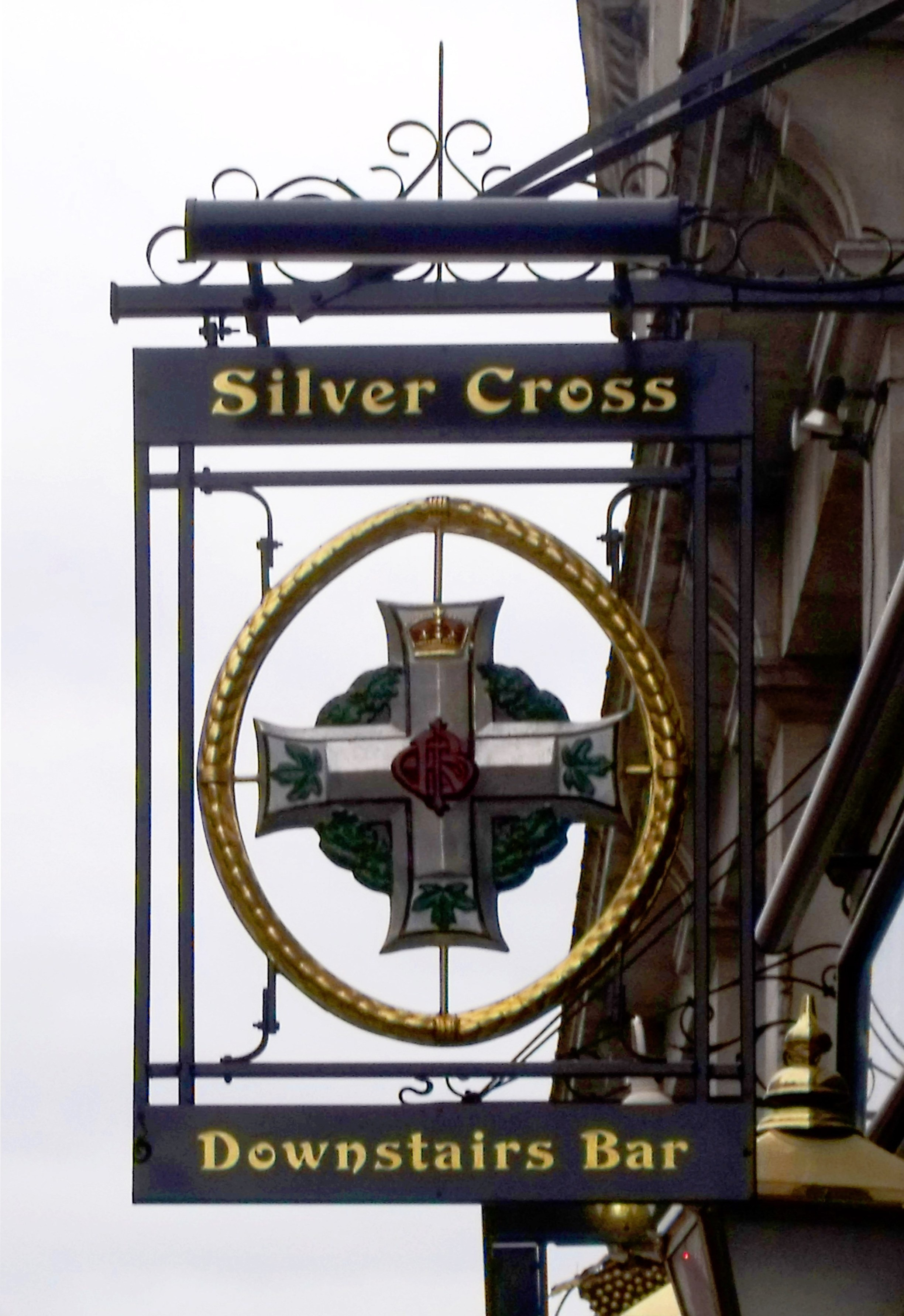
Aushängeschild

Die Silver Cross Tavern ist ein Pub im Stadtteil Whitehall von London.  

## Geschichte
Die Silver Cross Tavern wird seit 1674 – anfangs unter dem Namen The Garter – als ein für den Alkoholausschank lizenzierter Pub geführt, nachdem sie zuvor als Bordell diente. Der erste Besitzer war William Waad, ein Sohn des Politikers Sir William Waad, der sie im ersten Jahr der Lizenz an Joseph Craig verkaufte. Craig hatte außerdem mehrere andere Gebäude in der näheren Umgebung gekauft, aber die Silver Cross Tavern wurde nicht mit diesen als Craig's Court bekannt gewordenen Gebäuden in Verbindung gebracht. Später kaufte der Earl of Harrington sich den Pub, der ihn 1861 an den Earl of St Vincent vermietete. Im 20. Jahrhundert gehörte der Pub der Kette T&J Bernard, die ihn an Taylor Walker Pubs verkaufte. Wegen seiner Nähe zu den Gebäuden der britischen Regierung und Trafalgar Square wird der Pub gerne von Staatsbeamten und Touristen besucht.
Die BBC ermittelte 1999, dass die Silver Cross Tavern das einzige legale Bordell von Großbritannien sei, obwohl sie zurzeit nicht als solches genutzt wird, da die königliche Lizenz, die von König Charles I vergeben worden war, nie wieder entzogen wurde.

## Gebäude

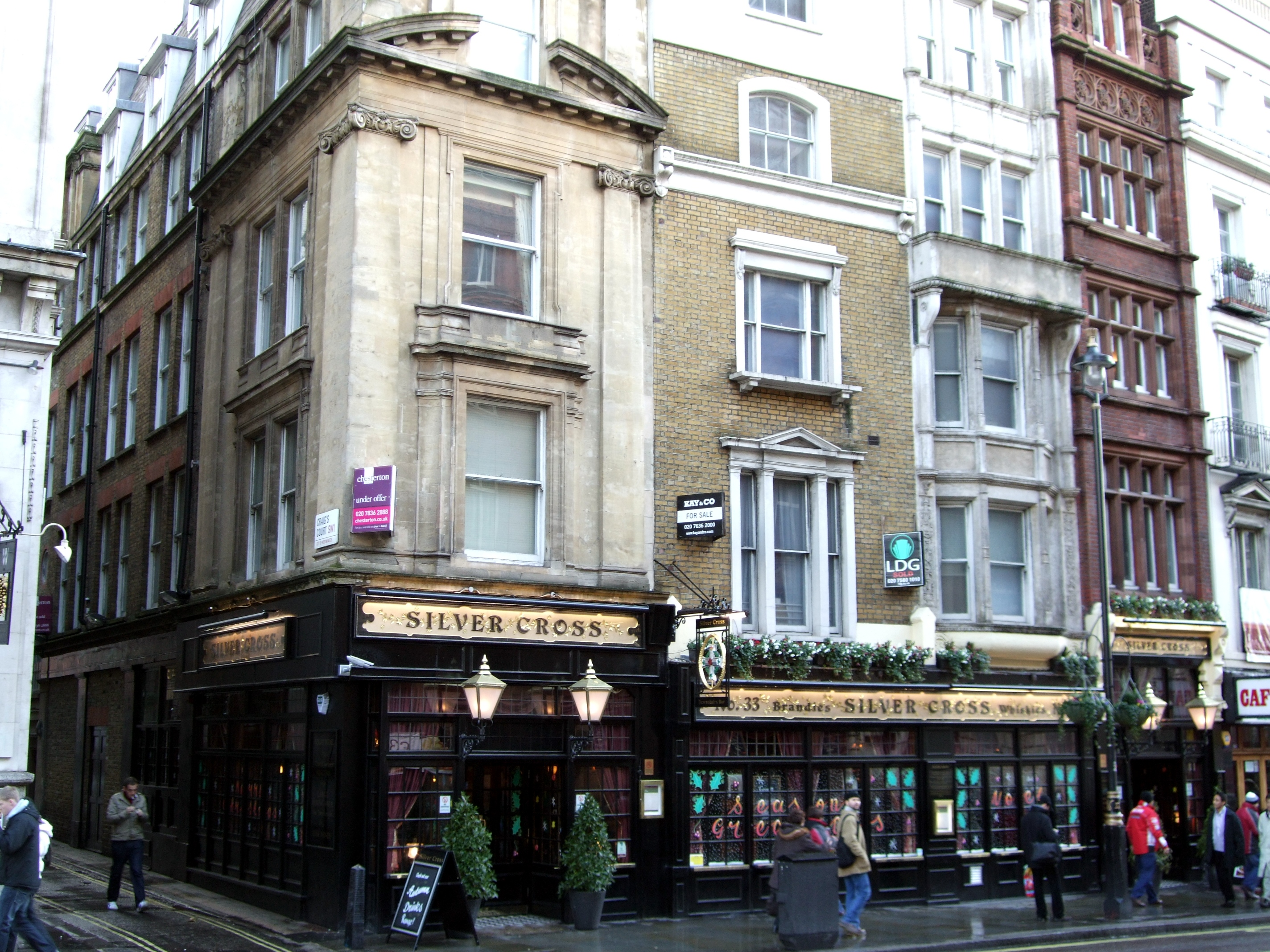
Silver Cross Tavern

Ein Gebäude auf dem Grundstück war ein Teil von St. Katherine's Hermitage und wurde ursprünglich im 13. Jahrhundert mit durch Bleiplatten verkleideten Wänden gebaut. Der Pub hat seitdem eine Anzahl von Renovierungen durchgemacht, die letzte im Jahr 1900. Kurz nach der Eröffnung wurde ein Tonnengewölbe für die Bar eingezogen, zu einer Zeit als König Charles I in Whitehall lebte. In der Viktorianischen Epoche wurde eine neue Fassade errichtet. Das Gebäude mit der roten Klinkerfassade am rechten oder westlichen Ende der Gebäude von Craig Court erhielt die Adresse 37 Whitehall. In den 1990er Jahren wurde der Pub in die Hausnummern 33–35 ausgedehnt, die schon zuvor miteinander verbunden worden waren, wobei das letzte Gebäude hinzukam, als der Pub das Gebäude eines kurz zuvor geschlossenen Pizzarestaurants übernahm. Bei der Expansion wurde auch die Hausnummer 31 an der Straßenecke mit Craig Court miteingeschlossen.